# Blastobasis celaenephes
Blastobasis celaenephes é uma espécie de mariposa do gênero Blastobasis pertencente à família Coleophoridae.